# Mellicta celadussa
Mellicta celadussa är en fjärilsart som beskrevs av Hans Fruhstorfer 1910. Mellicta celadussa ingår i släktet Mellicta och familjen praktfjärilar. Inga underarter finns listade i Catalogue of Life.